# Rapsodia Bałtyku
Rapsodia Bałtyku – polski film fabularny, melodramat z 1935 r. w reż. Leonarda Buczkowskiego.
Z ciekawostek, film obejmuje dokumentalne ujęcia m.in. polskiego niszczyciela ORP „Wicher” i wodnosamolotów Lublin R.XIII.
Jeden z wątków scenariusza oparto na prawdziwym wydarzeniu – 29 czerwca 1926 roku na Bałtyku wodował awaryjnie samolot - łódź latająca Latham 43 HB 3. Załoga – przy braku łączności - spędziła całą noc na pogrążającym się coraz głębiej samolocie. W niemal beznadziejnej sytuacji odnalazł ich i uratował jeden z polskich torpedowców. Dla potrzeb filmu użyto wraku wodnopłatowca Schreck FBA-17 HE2 nr 43, rozbitego w 1930 r. w czasie ćwiczeń lotniczych.

## Ekipa
- Reżyseria – Leonard Buczkowski
- Współpraca reżyserska – Jakub Orłowski, Aleksander Pękalski
- Scenariusz – Konrad Tom
- Scenariusz-pomysł – Zbigniew Lasocki
- Dialogi – Jan Adolf Hertz
- Zdjęcia – Albert Wywerka
- Scenografia – Jacek Rotmil, Stefan Norris
- Muzyka – Tadeusz Górzyński
- Słowa piosenek – Jerzy Jurandot
- Dźwięk – Stanisław Rochowicz
- Charakteryzacja – Rudolf Ohlschmidt
- Konsultacja – Jim Poker czyli kmdr por. inż. PMW Julian M. Ginsbert /1892-1948/ (marynistyka)
- Kierownictwo literackie – Jan Adolf Hertz
- Kierownictwo produkcji – Marian Czauski
- Produkcja – Imago-Fox-Film
- Atelier – Falanga
- Laboratorium – Falanga

## Obsada
- Maria Bogda – Janka Zatorska
- Barbara Orwid – Ewa Zatorska
- Adam Brodzisz – Adam Halny
- Mieczysław Cybulski – Zygmunt Zatorski, mąż Ewy
- Jerzy Marr – Jerzy Jedyński
- Lala Górska – Jędruś Zatorski
- Stanisław Sielański – Przędza
- Paweł Owerłło – komandor Zieliński
- Maria Kaupe – śpiewaczka
- Monika Carlo – Franciszka